# Nightmare (àlbum)
Nightmare és el cinquè àlbum d'estudi de la banda de heavy metal Avenged Sevenfold, que va sortir a la venda el 27 de juliol de 2010 amb la discogràfica Warner Bros. Records. És el primer àlbum del grup després de la mort de The Rev, antic bateria que en aquest disc va ser reemplaçat per Mike Portnoy de Dream Theater. Això no obstant, abans de la seva mort, The Rev va gravar alguns dels cors que s'escolten en la gravació. Fins ara, se n'han extret tres senzills de l'àlbum: "Nightmare" (18 de maig), "Buried Alive" (17 de juliol) i "Welcome to the Family" (23 de juliol).

## Llista de cançons
1. "Nightmare" - 6:16
2. "Welcome to the Family" - 4:05
3. "Danger Line" - 5:28
4. "Buried Alive" - 6:44
5. "Natural Born Killer" - 5:15
6. "So Far Away" - 5:26
7. "God Hates Us" - 5:19
8. "Victim" - 7:29
9. "Tonight the World Dies" - 4:41
10. "Fiction" - 5:08
11. "Save Me" - 10:56
12. "Lost It All"(bonus) - 3:56

Durada Total - 66:47

## Crèdits

### Avenged Sevenfold
- M. Shadows - veu principal, piano.
- Synyster Gates - guitarra líder, cors, piano.
- Zacky Vengeance - guitarra rítmica, cors.
- Johnny Christ - baix, cors.
- Mike Portnoy - bateria

### Músics addicionals
- Mike Portnoy - bateria, percussió.
- Brian Haner – guitarra acústica a "Tonight the World Dies" i "So Far Away".
- Sharlotte Gibson – cors en "Victim"
- David Palmer - piano i teclat a "Danger Line," "Save Me," "Tonight the World Dies," "Fiction," i "Nightmare"
- The Rev - arranjaments de bateria i veu a "Nightmare" i "Fiction"

### Producció
- Produït per Mike Elizondo.
- Mesclat per Andy Wallace.